# Juan Norat
Juan Norat Pérez (Sanxenxo, 6 dicembre 1944 – Sanxenxo, 19 dicembre 2021) è stato un calciatore spagnolo, di ruolo centrocampista.

## Carriera
Giocò per tutta la sua carriera con il Pontevedra CF (dal 1964 al 1979), ad eccezione della stagione 1970-1971, nella quale militò nell'Orense Sporting Club.
Collezionò un totale di 36 presenze e un gol nella massima serie spagnola.

## Palmarès

### Club

#### Competizioni nazionali
- Segunda División spagnola: 1

Pontevedra: 1964-1965